# 4ª Squadriglia Caproni
La 4ª Squadriglia Caproni si mobilita il 17 ottobre 1915 con aerei da bombardamento Caproni.

## Storia

### Prima guerra mondiale
Nasce il 17 ottobre 1915 a Pordenone come 4ª Squadriglia Aeroplani Caproni per il Comando supremo militare italiano dell'Esercito Mobilitato alle dipendenze del Comandante del Battaglione Squadriglie Aviatori maggiore Alfredo Barbieri comandata dal capitano pilota Dario Ungania con un altro pilota, 2 mitraglieri dotati di Fiat Mod. 14 tipo Aviazione e 2 osservatori con il Caproni Ca.32 ed entro la fine dell'anno arrivano altri 2 Ca.300.
Il 5 novembre arrivano altri due piloti ed il 15 dicembre si sposta all'aeroporto di Aviano come 4ª Squadriglia da offesa (Ca).
Nel gennaio 1916 arriva un pilota ed un osservatore ed il 18 febbraio un Ca.300, attaccato da due Fokker E.III tra cui l'Asso dell'aviazione Cap. Heinrich Kostrba (8 vittorie) della Flik 4, viene costretto ad atterrare vicino a Merna in territorio austriaco.
Il 15 aprile nel cambio dei nomi di tutte le squadriglie diventa 4ª Squadriglia Aeroplani con 4 piloti e 3 mitraglieri, 2 Ca.300 ed un Caproni Ca.33 ed a maggio arriva un altro pilota.
Il 25 giugno il Ca.300 di Ungania bombarda l'Albergo Ghertele a Roana ma al ritorno viene abbattuto dalla caccia e precipita per una manovra non corretta sul campo di Nove di Bassano ed il comando passa al Cap. pilota Luigi Carnevale.
Al 1º agosto il reparto dispone di 8 piloti, 2 osservatori e 3 mitraglieri e 3 Ca.450 che bombardano il Silurificio Whitehead di Fiume ma dopo lo sgancio delle bombe un Ca viene attaccato dall'idrovolante Lohner L dell'asso Goffredo de Banfield ed è costretto ad un atterraggio di emergenza in territorio austriaco.
Il 6 agosto un Ca bombarda la stazione di Opicina ma viene attaccato da idrovolanti Lohner L, ne colpisce uno costringendolo al ritiro ma quello di de Banfield lo colpisce causandogli ad un atterraggio di emergenza in territorio austriaco.
Al 1º ottobre il reparto dispone di 10 piloti, 2 osservatori, 4 mitraglieri e 4 Ca ed il 29 novembre il comandante di squadriglia capitano Giuseppe Falcone muore in un incidente di volo ed il comando interinale passa al tenente Carlo Molinari.
Nel 1916 la squadriglia ha svolto 43 voli di guerra.
L'8 gennaio 1917 il comando passa al capitano Augusto Della Porta ed il 14 maggio 2 Ca bombardano Chiapovano.
Nell'ambito della decima battaglia dell'Isonzo il 25 maggio il Ca di Della Porta bombarda la stazione di Santa Lucia d'Isonzo ma precipita sul Monte Cum ma l'equipaggio si salva.
Il 1º giugno il comando interinale passa al tenente Raffaele Paravicini che in settembre viene preso dal capitano Raffaele Tarantini.
Sempre in giugno l'unità dispone di 4 Ca ed il 28 luglio 2 Ca bombardano un obiettivo militare di Idria ed il mitragliere Caporale Giuseppe Brugo rivendica l'abbattimento di un caccia.
Nell'ambito della Battaglia di Caporetto il 1º novembre ripiega sull'aeroporto di Padova ed alla fine dell'anno a Ghedi.
Nel 1917 il reparto ha svolto 79 voli di guerra.
Il 28 gennaio 1918 si sposta al campo di aviazione di Verona-Tombetta inquadrata nell'XI Gruppo con 6 piloti, 3 osservatori, 4 mitraglieri e 4 Ca.450.
Il 6 febbraio ed il 22 marzo bombarda con 2 Ca Mattarello ed il 14 maggio la squadriglia si sposta nell'Aviosuperficie di Ca' degli Oppi.
Alla fine di luglio il comando passa al capitano Francesco Lanzafame e nell'ambito della battaglia di Vittorio Veneto il 27 ottobre un Ca dopo aver bombardato i depositi munizioni di Vittorio Veneto viene attaccato prima dai caccia che lo costringono a scendere di quota ed infine, colpito da uno shrapnel della contraerea, precipita nei pressi della chiesa di Rua di Feletto.
Il 1º novembre il reparto si sposta a Padova. Alla fine delle ostilità, la squadriglia che sulle fusoliere aveva lo stemma dei leoni neri, aveva svolto nel 1918 71 voli di guerra.
Luigi Ridolfi riceve 2 volte la medaglia d'argento al valor militare, e Virgilio Sala 3 volte.
Venne poi sciolta a Campoformido alla fine dell'estate 1919.
Al 20 aprile 1919 disponeva di 6 Caproni Ca.44.

### Seconda guerra mondiale
Al 10 giugno 1940 era nell'11º Gruppo (XI Gruppo) con 6 Fiat B.R.20 all'aeroporto di Piacenza-San Damiano nel 13º Stormo Bombardamento Terrestre della 4ª Divisione Aerea “Drago” nella 1ª Squadra aerea.
Al 22 ottobre successivo era a Melsbroek di Steenokkerzeel nel Corpo Aereo Italiano fino al 10 gennaio 1941.